# Amundsen Ridges
Koordinaten: 69° 15′ S, 123° 0′ W
Die Amundsen Ridges sind Tiefseerücken im Südlichen Ozean weit vor der Küste des westantarktischen Marie-Byrd-Lands.
Benannt sind sie nach dem norwegischen Polarforscher Roald Amundsen (1872–1928), der gemeinsam mit vier Begleitern am 14. Dezember 1911 nach einem mit Hundeschlitten durchgeführten Marsch über das Ross-Schelfeis, den Axel-Heiberg-Gletscher und das zentrale Polarplateau als Erster den geographischen Südpol erreichte.